# Neptunium
Neptunium ist ein chemisches Element mit dem Elementsymbol Np und der Ordnungszahl 93. Im Periodensystem steht es in der Gruppe der Actinoide (7. Periode, f-Block). Neptunium ist das erste der sogenannten Transurane, die auf der Erde, bis auf Spuren von Neptunium und Plutonium, nicht mehr natürlich vorkommen. Neptunium ist ein giftiges und radioaktives Schwermetall. Es wurde benannt nach dem Planeten Neptun, der auf den Planeten Uranus folgt. Neptunium folgt im Periodensystem auf Uran, dann folgt Plutonium, das auf der Erde natürlich vorkommende Element mit der höchsten Ordnungszahl.

## Geschichte
Das radioaktive Element Neptunium synthetisierten Edwin M. McMillan und Philip H. Abelson erstmals 1940 durch Beschuss von Uran mit Neutronen.
{\displaystyle \mathrm {^{238}_{\ 92}U\ +\ _{0}^{1}n\ \longrightarrow \ _{\ 92}^{239}U\ {\xrightarrow[{23\ min}]{\beta ^{-}}}\ _{\ 93}^{239}Np\ {\xrightarrow[{2,355\ d}]{\beta ^{-}}}\ _{\ 94}^{239}Pu} }
Die angegebenen Zeiten sind Halbwertszeiten.
Arthur C. Wahl und Glenn T. Seaborg entdeckten 1942 das Neptuniumisotop 237Np. Es entsteht aus 237U, das ein β-Strahler mit rund 7 Tagen Halbwertszeit ist, oder durch einen (n, 2n)-Prozess aus 238U. 237Np ist ein α-Strahler mit einer Halbwertszeit von 2,144 · 106 Jahren.
{\displaystyle \mathrm {^{238}_{\ 92}U\ {\xrightarrow[{}]{(n,\ 2n)}}\ _{\ 92}^{237}U\ {\xrightarrow[{7\ d}]{\beta ^{-}}}\ _{\ 93}^{237}Np\ {\xrightarrow[{2,144\ \times \ 10^{6}\ a}]{\alpha }}\ _{\ 91}^{233}Pa} }
Im Jahr 1950 wurden aus 233U, 235U und 238U durch Beschuss mit Deuteronen die Neptuniumisotope 231Np, 232Np und 233Np erzeugt. Im Jahr 1958 wurden aus hochangereichertem 235U durch Beschuss mit Deuteronen die Neptuniumisotope 234Np, 235Np und 236Np erzeugt. Die 1-Stunden Neptunium-Aktivität, die zuvor dem 241Np zugewiesen worden ist, gehört hingegen zum Isotop 240Np.

## Gewinnung und Darstellung

### Gewinnung von Neptuniumisotopen
Neptunium entsteht als Nebenprodukt der Energiegewinnung in Kernreaktoren. Eine Tonne abgebrannter Kernbrennstoff kann etwa 500 g Neptunium enthalten. So entstandenes Neptunium besteht fast ausschließlich aus dem Isotop 237Np. Es entsteht aus dem Uranisotop 235U durch zweifachen Neutroneneinfang und anschließenden β-Zerfall.
{\displaystyle \mathrm {^{235}_{\ 92}U\ +\ _{0}^{1}n\ \longrightarrow \ _{\ 92}^{236}U_{m}\ {\xrightarrow[{120\ ns}]{\gamma }}\ _{\ 92}^{236}U} }
{\displaystyle \mathrm {^{236}_{\ 92}U\ +\ _{0}^{1}n\ \longrightarrow \ _{\ 92}^{237}U\ {\xrightarrow[{6,75\ d}]{\beta ^{-}}}\ _{\ 93}^{237}Np} }
Eine deutlich weniger häufige Möglichkeit ist die (n,2n) Reaktion in 238U. - Ein Neutron trifft auf und zwei Neutronen werden emittiert. Diese Reaktion benötigt allerdings schnelle Neutronen, um die endotherme Reaktion mit ausreichend Energie zu versorgen und hat einen relativ kleinen Wirkungsquerschnitt.
237Np ist auch ein Glied der Zerfallsreihe von 241Am, entsteht also unweigerlich in Americium-Proben. Angesichts der Halbwertszeit von 241Am von über 400 Jahren sind jedoch, in der Zeit seit Menschen Americium herstellen, nur verhältnismäßig geringe Mengen Neptunium auf diese Weise entstanden.

### Darstellung elementaren Neptuniums
Metallisches Neptunium kann durch Reduktion aus seinen Verbindungen erhalten werden. Zuerst wurde Neptunium(III)-fluorid mit elementarem Barium oder Lithium bei 1200 °C zur Reaktion gebracht.
{\displaystyle {\ce {2 NpF3 + 3 Ba -> 2 Np + 3 BaF2}}}

## Eigenschaften

### Physikalische Eigenschaften
Neptuniummetall hat ein silbernes Aussehen, ist chemisch reaktiv und existiert in mindestens drei verschiedenen Modifikationen:
| Phasenbezeichnung | stabiler Temperaturbereich | Dichte (Temperatur)  | Kristallsystem |
| ----------------- | -------------------------- | -------------------- | -------------- |
| α-Np              |                            | 20,25 g/cm3 (20 °C)  | orthorhombisch |
| β-Np              | über 280 °C                | 19,36 g/cm3 (313 °C) | tetragonal     |
| γ-Np              | über 577 °C                | 18,0 g/cm3 (600 °C)  | kubisch        |
Neptunium besitzt eine der höchsten Dichten aller Elemente. Neben Rhenium, Osmium, Iridium und Platin ist es eines der wenigen Elemente, die eine höhere Dichte als 20 g/cm3 besitzen.

### Chemische Eigenschaften
Neptunium bildet eine Reihe von Verbindungen, in denen es in den Oxidationsstufen +3 bis +7 vorliegen kann. Damit besitzt Neptunium zusammen mit Plutonium die höchste mögliche Oxidationsstufe aller Actinoiden. In wässriger Lösung haben die Neptuniumionen charakteristische Farben, so ist das Np3+-Ion purpurviolett, Np4+ gelbgrün, NpVO2+ grün, NpVIO22+ rosarot und NpVIIO23+ tiefgrün.

### Biologische Aspekte
Eine biologische Funktion des Neptuniums ist nicht bekannt. Einige anaerobe Mikroorganismen können mittels Mn(II/III)- und Fe(II)-Spezies Np(V) zu Np(IV) reduzieren. Ferner wurden die Faktoren untersucht, die die Biosorption und Bioakkumulation des Neptuniums durch Bakterien beeinflussen.

## Isotope
Von Neptunium sind insgesamt 20 Isotope und 5 Kernisomere bekannt. Die langlebigsten Isotope sind 237Np mit 2,144 Mio. Jahren, 236Np mit 154.000 Jahren und 235Np mit 396,1 Tagen Halbwertszeit. Die restlichen Isotope und Kernisomere besitzen Halbwertszeiten zwischen 45 Nanosekunden (237m1Np) und 4,4 Tagen (234Np).
- 235Np zerfällt mit 396,1 Tagen Halbwertszeit in 99,99740 % der Fälle durch Elektroneneinfang zu Uran 235U und in 0,00260 % der Fälle durch Alphazerfall zu Protactinium 231Pa, das sich eine Stufe hinter 235U auf der Uran-Actinium-Reihe befindet.

- 236Np zerfällt mit 154.000 Jahren Halbwertszeit in 87,3 % der Fälle durch Elektroneneinfang zu Uran 236U, in 12,5 % der Fälle durch Betazerfall zu Plutonium 236Pu und in 0,16 % der Fälle durch Alphazerfall zu Protactinium 232Pa. Diese Nuklide liegen auf der Thorium-Reihe.

- 237Np zerfällt mit 2,144 Mio. Jahren Halbwertszeit durch Alphazerfall zu Protactinium 233Pa. 237Np ist offizieller Ausgangspunkt der Neptunium-Reihe, einer Zerfallskette, die beim Isotop Thallium 205Tl endet.

## Spaltbarkeit

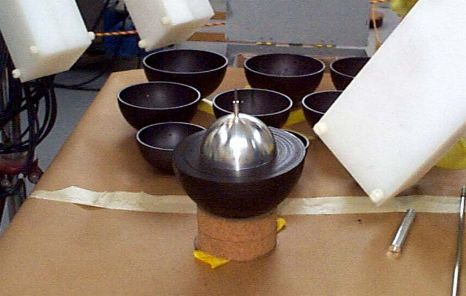
Eine Probe von Neptunium-Metall (^{237}Np), umhüllt von einer dicken Wolfram- und Nickelschicht (glänzend) in Schalen aus angereichertem Uran (schwarz angelaufen).

Wie bei allen Transuran-Nukliden ist auch bei den Np-Isotopen die neutroneninduzierte Kernspaltung möglich. Die Isotope mit ungerader Neutronenanzahl im Kern – von den langlebigen also 236Np – haben große Wirkungsquerschnitte für die Spaltung durch thermische Neutronen; beim 236Np beträgt er 2600 Barn, es ist also „leicht spaltbar“.
Bei dem im Kernreaktorbrennstoff anfallenden 237Np beträgt dieser Wirkungsquerschnitt nur 20 Millibarn. Dieses Isotop ist jedoch aufgrund anderer kernphysikalischer Eigenschaften geeignet, mit der Spaltung durch schnelle Neutronen im reinen Material eine Kettenreaktion aufrechtzuerhalten. Im Los Alamos National Laboratory wurde seine kritische Masse experimentell zu etwa 60 kg bestimmt. Daher ist 237Np ein mögliches Material für Kernwaffen.

## Verwendung
Das in Kernreaktoren aus 235U erbrütete 237Np kann zur Gewinnung von 238Pu zur Verwendung in Radionuklidbatterien genutzt werden. Dazu wird das Neptunium bei der Aufbereitung von abgebrannten Brennstäben abgetrennt und in Form von  Neptunium(IV)-oxid in neue Brennstäbe gefüllt. Diese werden in einen Kernreaktor eingesetzt, wo sie erneut mit Neutronen bestrahlt werden; aus dem 237Np wird dabei 238Pu erbrütet. Das Plutonium wird anschließend aus den Neptuniumbrennstäben abgetrennt. Andere denkbare Verwendungsmöglichkeiten scheitern zumeist am hohen Preis von Neptunium, da selbst bei der Wiederaufarbeitung Neptunium nur äußerst selten vom  alten Brennstoff abgetrennt wird, was sich wiederum daher erklärt, dass es kaum Anwendungen für Neptunium und entsprechend wenig Nachfrage gibt.
{\displaystyle \mathrm {^{237}_{\ 93}Np\ +\ _{0}^{1}n\ \longrightarrow \ _{\ 93}^{238}Np\ {\xrightarrow[{2,117\ d}]{\beta ^{-}}}\ _{\ 94}^{238}Pu} }
Die angegebenen Zeiten sind Halbwertszeiten.

## Verbindungen

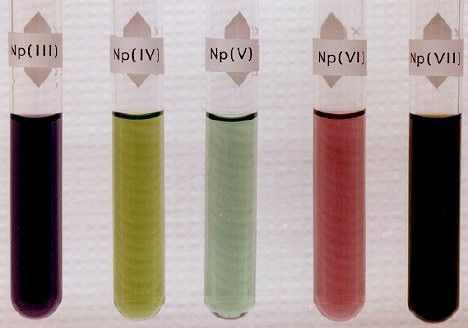
Neptunium in den Oxidationsstufen +3 bis +7 in wässriger Lösung.

→ Kategorie: Neptuniumverbindung

### Oxide
Bekannt sind Oxide in den Stufen +4 bis +6: Neptunium(IV)-oxid (NpO2), Neptunium(V)-oxid (Np2O5) und Neptunium(VI)-oxid (NpO3 · H2O). Neptuniumdioxid (NpO2) ist das chemisch stabilste Oxid des Neptuniums und findet Verwendung in Kernbrennstäben.

### Halogenide
Für Neptunium sind Halogenide in den Oxidationsstufen +3 bis +6 bekannt.
Für die Stufe +3 sind sämtliche Verbindungen der vier Halogene Fluor, Chlor, Brom und Iod bekannt. Darüber hinaus bildet es Halogenide in den Stufen +4 bis +6.

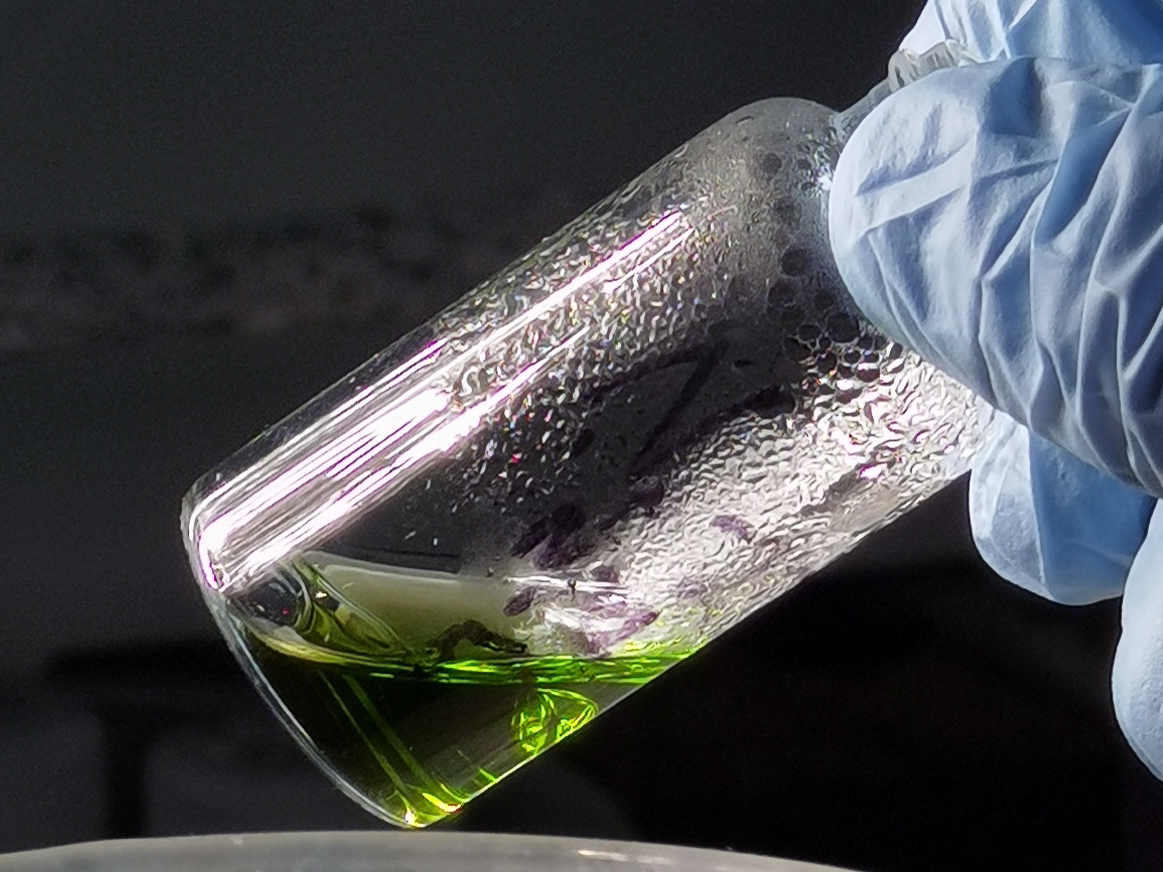
Np(IV) in 8 M HCl.

In der Oxidationsstufe +6 ist das Neptuniumhexafluorid (NpF6) von besonderer Bedeutung. Es ist ein orangefarbener Feststoff mit sehr hoher Flüchtigkeit, der schon bei 56 °C in den gasförmigen Zustand übergeht. In dieser Eigenschaft ähnelt es sehr dem Uranhexafluorid und Plutoniumhexafluorid, daher kann es genauso in der Anreicherung und Isotopentrennung verwendet werden.
| Oxidationszahl | F                                   | Cl                                   | Br                                   | I                                 |
| +6             | Neptunium(VI)-fluorid NpF6 orange   |                                      |                                      |                                   |
| +5             | Neptunium(V)-fluorid NpF5 hellblau  |                                      |                                      |                                   |
| +4             | Neptunium(IV)-fluorid NpF4 grün     | Neptunium(IV)-chlorid NpCl4 rotbraun | Neptunium(IV)-bromid NpBr4 dunkelrot |                                   |
| +3             | Neptunium(III)-fluorid NpF3 violett | Neptunium(III)-chlorid NpCl3 grün    | Neptunium(III)-bromid NpBr3 grün     | Neptunium(III)-iodid NpI3 violett |

### Metallorganische Verbindungen
Analog zu Uranocen, einer Organometallverbindung in der Uran von zwei Cyclooctatetraen-Liganden komplexiert ist, wurden die entsprechenden Komplexe von Thorium, Protactinium, Plutonium, Americium und auch des Neptuniums, (η8-C8H8)2Np, dargestellt.

## Sicherheitshinweise
Einstufungen nach der CLP-Verordnung liegen nicht vor, weil diese nur die chemische Gefährlichkeit umfassen und eine völlig untergeordnete Rolle gegenüber den auf der Radioaktivität beruhenden Gefahren spielen.